# Kafr Maris
Kafr Maris (arab. كفر مارس) – wieś w Syrii, w muhafazie Idlib. W 2004 roku liczyła 350 mieszkańców.